# Rebló POP

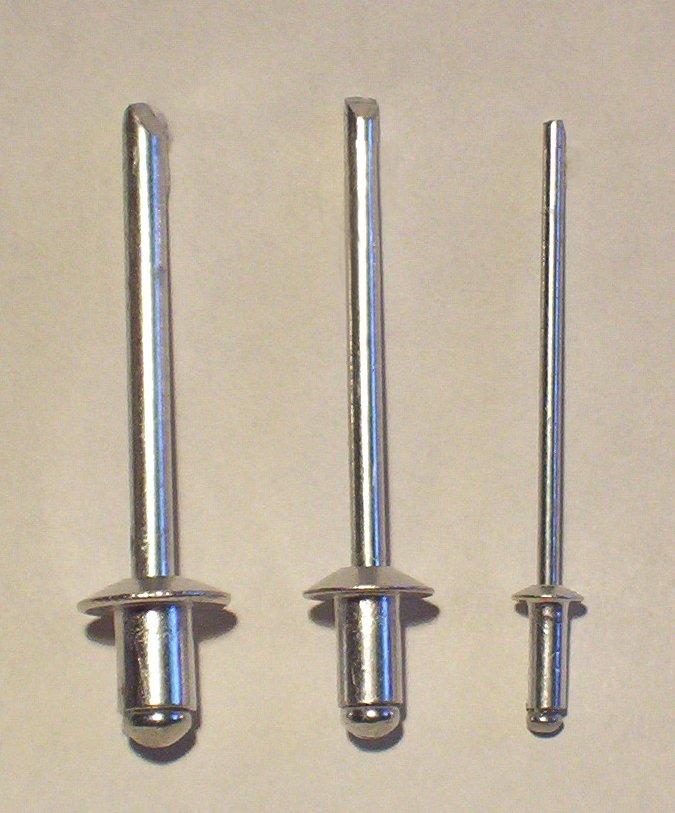
Tres reblons cecs d'alumini: 1/8″, 3/32″ i 1/16″

Els reblons cecs o reblons "POP" (POP és la marca del fabricant original, ara propietat de Stanley Engineered Fastening, una divisió de Stanley Black & Decker ) són tubulars i es subministren amb una tija semblant a un clau a través del centre que té un "coll" o una zona debilitat a prop del cap. Abans de l'adopció del rebló cec, per a la instal·lació d'un rebló es requerien típicament dues persones per acoblar-lo, una que sostenia un martell de reblons per un costat i una segona persona amb una barra d'estampir a l'altre costat.

## Descripció

Animació d'un rebló que s'està tensant (la zona del coll del clau no es mostra)

Consta del cos del rebló ( clau, peça buida) i una peça allargada anomenada plançó, espiga o mandril (massissa, a l'interior del pern). És un artefacte dissenyat per unir o subjectar fermament peces (principalment en forma de làmina) entre si. Hi ha la femella de rebló amb un concepte semblant.
El conjunt del rebló s'insereix en un forat perforat a través de les peces a unir i s'utilitza una eina que está dissenyada especialment per treure el clau a través del rebló. La força de compressió entre el cap del clau i l'eina expandeix el diàmetre del tub al llarg de la seva llargada, bloquejant les làmines que es subjecten si el forat tenia la mida correcta. El cap del clau també expandeix l'extrem cec del rebló a un diàmetre més gran que el del forat perforat, comprimint les làmines subjectades entre el cap del rebló i el cap del clau. A una tensió predeterminada, el clau es trenca a la ubicació del coll. Amb reblons tubulars oberts, el cap del clau pot romandre o no incrustat a la part expandida del rebló i es pot soltar en un moment posterior. Al voltant del clau es formen reblons tubulars d'extrem tancat més cars, de manera que el cap del clau sempre es manté dins de l'extrem cec després de la instal·lació. Els reblons "Pop" es poden instal·lar completament amb accés només a un costat d'una peça o estructura.

## Història

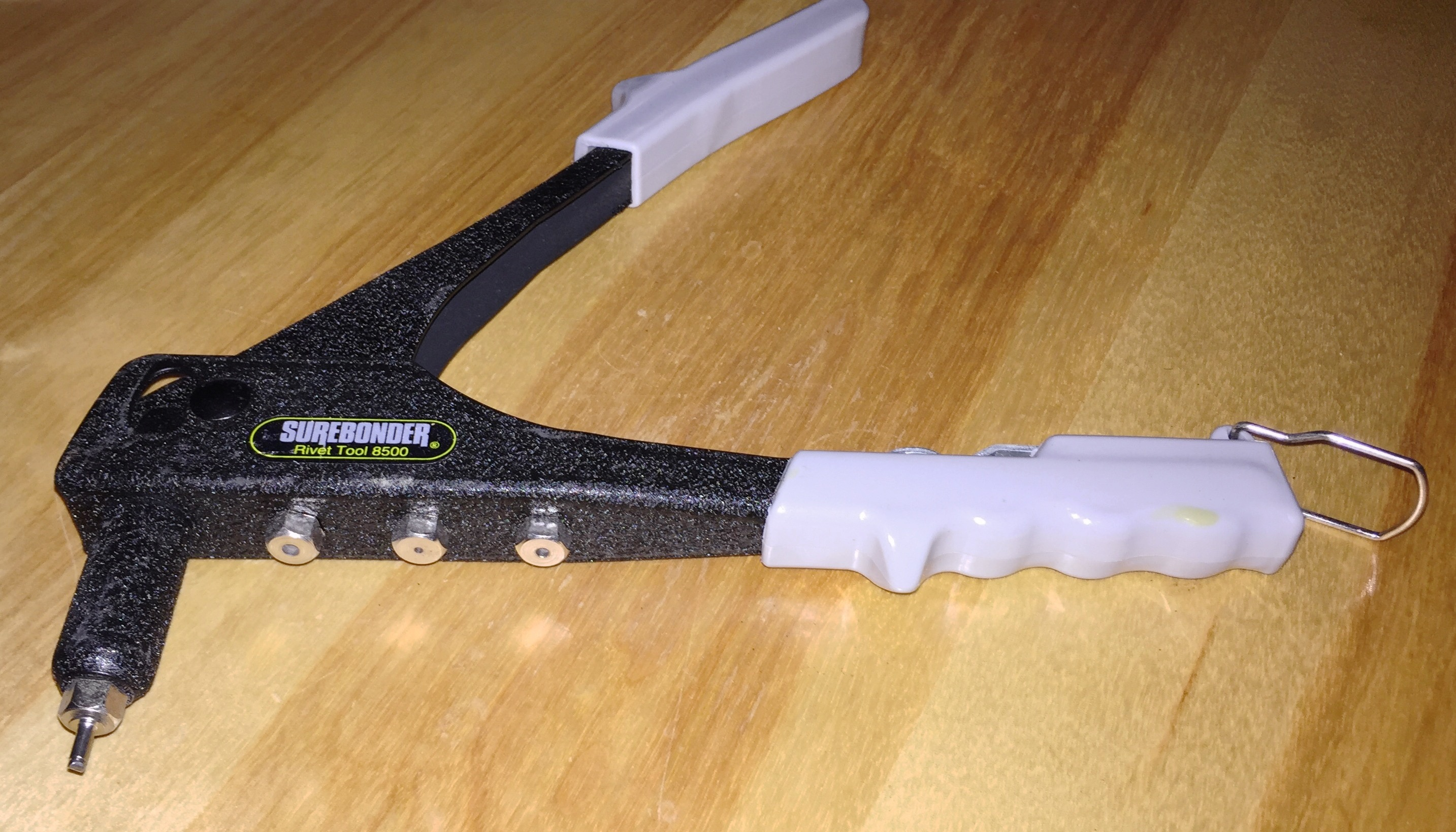
Pistola de reblons pop amb rebló inserit

A diferència dels reblons sòlids, el rebló POP pot inserir-se per un sol extrem subjectant-lo pel plançó i col·locant el cap en la perforació existent entre les dues superfícies a unir (generalment plaques o làmines). El 1916, el reservista i enginyer de la Royal Navy Hamilton Neil Wylie va presentar una patent per a un "mitjà millorat per tancar reblons tubulars" (atorgada el maig de 1917).
El 1922 Wylie es va incorporar al fabricant d'avions britànic Armstrong-Whitworth Ltd per assessorar sobre tècniques de construcció metàl·lica; aquí va continuar desenvolupant el seu disseny de reblons amb una patent més de 1927 que incorporava el clau de tracció convertint-lo en un rebló . El 1928, la George Tucker Eyelet Company, de Birmingham, Anglaterra, va produir un rebló "cec" basat en el disseny. Es necessitava un clau GKN separat i el cos del rebló per ser muntats a mà abans d'utilitzar-los per a la construcció de l' avió Siskin III. Juntament amb Armstrong-Whitworth, el Geo. Tucker Co. va modificar encara més el disseny del rebló per produir una unitat d'una sola peça que incorporava un clau i un rebló.
Aquest producte es va desenvolupar més tard en alumini i es va comercialitzar com a "rebló POP". La United Shoe Machinery Co. va produir el disseny als EUA mentre inventors com Carl Cherry i Lou Huck van experimentar amb altres tècniques per expandir reblons sòlids.

## Tipus
Estan disponibles en capçal pla, capçal avellanat i capçal de ras modificat amb diàmetres estàndard d'1/8, 5/32 i 3/16. polzada. Els reblons cecs estan fets d'aliatge d'alumini suau, acer (inclòs l'acer inoxidable), coure i Monel.
També n'hi hastructural blind rivets, que estan dissenyats per suportar càrregues de cisalla i tracció.
El cos del rebló es fa normalment mitjançant un dels tres mètodes:
| Nom      | Descripció                                                    |
| -------- | ------------------------------------------------------------- |
| Filferro | El mètode més comú                                            |
| Tub      | Comú en llargs llargs, normalment no tan fort com el filferro |
| Full     | L'opció menys popular i, en general, la més feble             |

Hi ha una àmplia gamma de reblons cecs especialitzats adequats per a aplicacions de plàstic o d'alta resistència. Els tipus típics inclouen:
| Nom                   | Descripció |
| --------------------- | --- |
| Tríptic               | Un rebló que es divideix en tres potes iguals com un forrellat . S'utilitza habitualment en plàstics tous on es necessita una empremta àmplia a la superfície posterior. S'utilitza en interiors d'automòbils i tanques de vinil. (Vegeu § reblons Oscar.)                    |
| Rebló estructural (a) | Un rebló cec estructural "extern" bloquejat mecànicament que s'utilitza quan és important una connexió estanca i resistent a les vibracions. S'utilitza habitualment en la fabricació o reparació de carrosseries de camions. Cal un nasal especial per aplicar aquest rebló. |
| Rebló estructural (b) | Un rebló cec estructural "intern" bloquejat mecànicament que s'utilitza quan és important una connexió estanca i resistent a les vibracions. S'utilitza habitualment en la fabricació o reparació de carrosseries de camions.                                                 |

## Aplicacions
Els reblons cecs estructurals bloquejats internament i externament es poden utilitzar en aplicacions aeronàutiques perquè, a diferència d'altres tipus de reblons cecs, els claus bloquejats no poden caure i són estancs. Com que el clau està bloquejat al seu lloc, tenen la mateixa o més capacitat de càrrega de cisalla que els reblons sòlids i es poden utilitzar per substituir els reblons sòlids a totes les estructures d'aeronaus, excepte a les més crítiques.
El procés de muntatge típic requereix que l'operador instal·li manualment el rebló al nas de l'eina i després accioni l'eina. Tanmateix, en els darrers anys els sistemes de reblat automatitzats s'han popularitzat en un esforç per reduir els costos de muntatge i els trastorns repetitius. El cost d'aquestes eines oscil·la entre els 1.500 dòlars EUA per a pneumàtics d'alimentació automàtica i els 50.000 dòlars EUA per a sistemes totalment robòtics.
Tot i que els reblons cecs estructurals que utilitzen un clau bloquejat són habituals, també hi ha aplicacions aeronàutiques que utilitzen reblons cecs "no estructurals" on la força reduïda, però encara previsible, del rebló sense el clau s'utilitza com a força de disseny. Un mètode popularitzat per Chris Heintz de Zenith Aircraft utilitza un rebló comú de cap pla (avellanat) que s'enfila en un nasal especialment mecanitzat que el converteix en un rebló de cap rodó, ocupant gran part de la variació inherent a la mida del forat que es troba als aficionats. construcció d'avions. Els avions dissenyats amb aquests reblons utilitzen xifres de resistència dels reblons mesurades amb el clau eliminat.

### Reblons Oscar

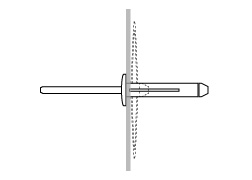
El rebló Oscar es mostra amb clau (les línies discontínues representen la bengala/la brida després de la instal·lació)

Els reblons Oscar són similars als reblons cecs en aparença i instal·lació, però tenen divisions (normalment tres) al llarg de l'eix buit. Aquestes divisions fan que l'eix es plegui i s'escampi (semblant a les ales de la femella d'un cargol) a mesura que el clau s'introdueix al rebló. Aquesta flama (o brida) proporciona una àmplia superfície de suport que redueix la possibilitat d'estirar el rebló. Aquest disseny és ideal per a aplicacions d'alta vibració on la superfície posterior és inaccessible.
Una versió del rebló Oscar és el rebló olímpic que utilitza un clau d'alumini que s'introdueix al cap del rebló. Després de la instal·lació, el cap i el clau es tallen a ras, quedant una aparença que s'assembla molt a un rebló calent. S'utilitzen en la reparació de remolcs Airstream per replicar l'aspecte dels reblons originals.